# ワイルドカード (情報処理)
コンピュータなどの関連において、ワイルドカードは、検索などグロブの際に指定するパターンに使用する特殊文字の種類で、どんな対象文字、ないし文字列にもマッチするもののことである。カードゲームのワイルドカードに由来する呼称。
UNIXのシェルでは、「?」（疑問符）を任意の一文字、「*」（アスタリスク）を長さ0文字以上の任意の文字列にマッチするパターンとして、コマンドライン上で、存在するファイルの名前に対して展開される。
たとえば sales-201712.xlsx、sales-201801.txt、sales-201802.txt というファイルがある場合、
```
vi sales-2018*.txt
```

コマンドを入力すると、
```
vi sales-201801.txt sales-201802.txt
```

のように展開されたうえで、vi プログラムが起動される。
MS-DOSやその衣鉢を継いだMicrosoft Windowsのシェルプログラム COMMAND.COM ではこのような展開を行わず、ワイルドカードはプログラムのプロセスにそのまま渡される。COMMAND.COM の内部コマンドにおける解釈では、ファイル名の途中で * があると、そこから拡張子のピリオドまでマッチをすっ飛ばし、全てマッチしたものとみなすので、FOO*BAR というパターンは FOO* と全く同じ意味である。また、REN *.TXT *.BAK といったようなコマンドに対してはDWIM的な挙動をする。
SQLの WHERE 句における LIKE predicate 中のパターンでは、長さ0文字以上の任意の文字列が「%」、任意の一文字が「_」である。
正規表現におけるクリーネ閉包とは似て非なるものであり混同してはいけない。